# Sopwith Salamander
Il Sopwith TF.2 Salamander fu un aereo da attacco al suolo monomotore, monoposto e biplano, sviluppato dall'azienda aeronautica britannica Sopwith Aviation Company nei tardi anni dieci del XX secolo.
Derivato dal precedente caccia Sopwith Snipe, se ne differenziava essenzialmente per la blindatura adottata sulla parte inferiore per proteggere motore e pilota dai colpi sparati dalle truppe nemiche durante gli attacchi.

## Utilizzatori
Regno Unito
- Royal Air Force